# Heinrich Deutsch

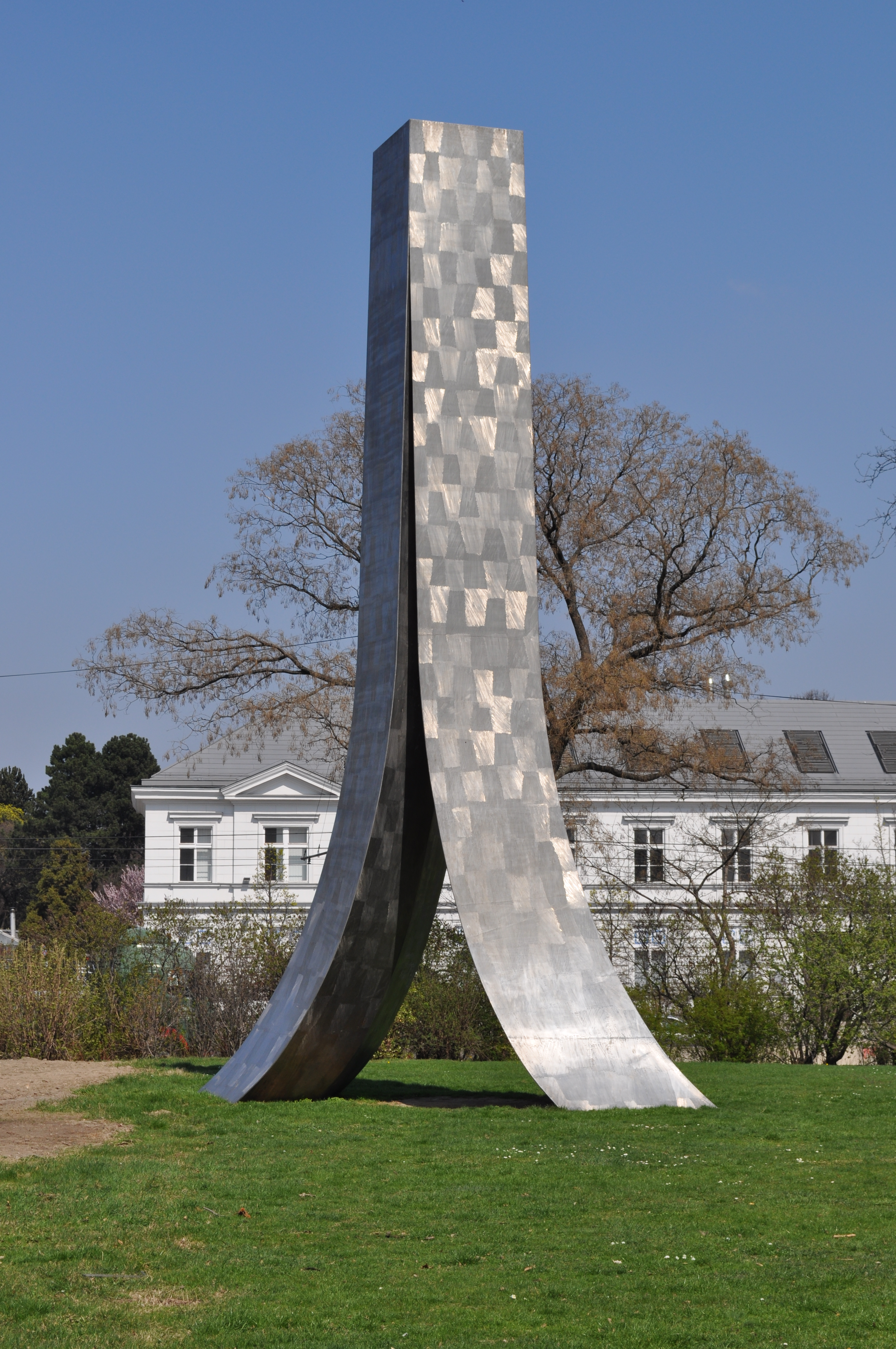
Staatsgründungsdenkmal für Karl Renner in Wien von Heinrich Deutsch und dem Architekten Berthold Gabriel entworfen

Heinrich Deutsch (* 23. Februar 1925 in Wien; † 21. November 2004) war ein Bildhauer aus Österreich, der in Stein, Bronze und Polyester arbeitete. Er gestaltete auch Mosaiken und Keramiken.

## Ausbildung
Heinrich Deutsch studierte von 1948 bis 1950 in Paris bei Marcel Gimond und legte das Diplom zum Bildhauer an der Akademie der bildenden Künste Wien im Jahr 1951 ab. Danach war er bis 1953 Student an der Keramikfachklasse bei Robert Obsieger an der Akademie für Angewandte Kunst Wien.

## Werk

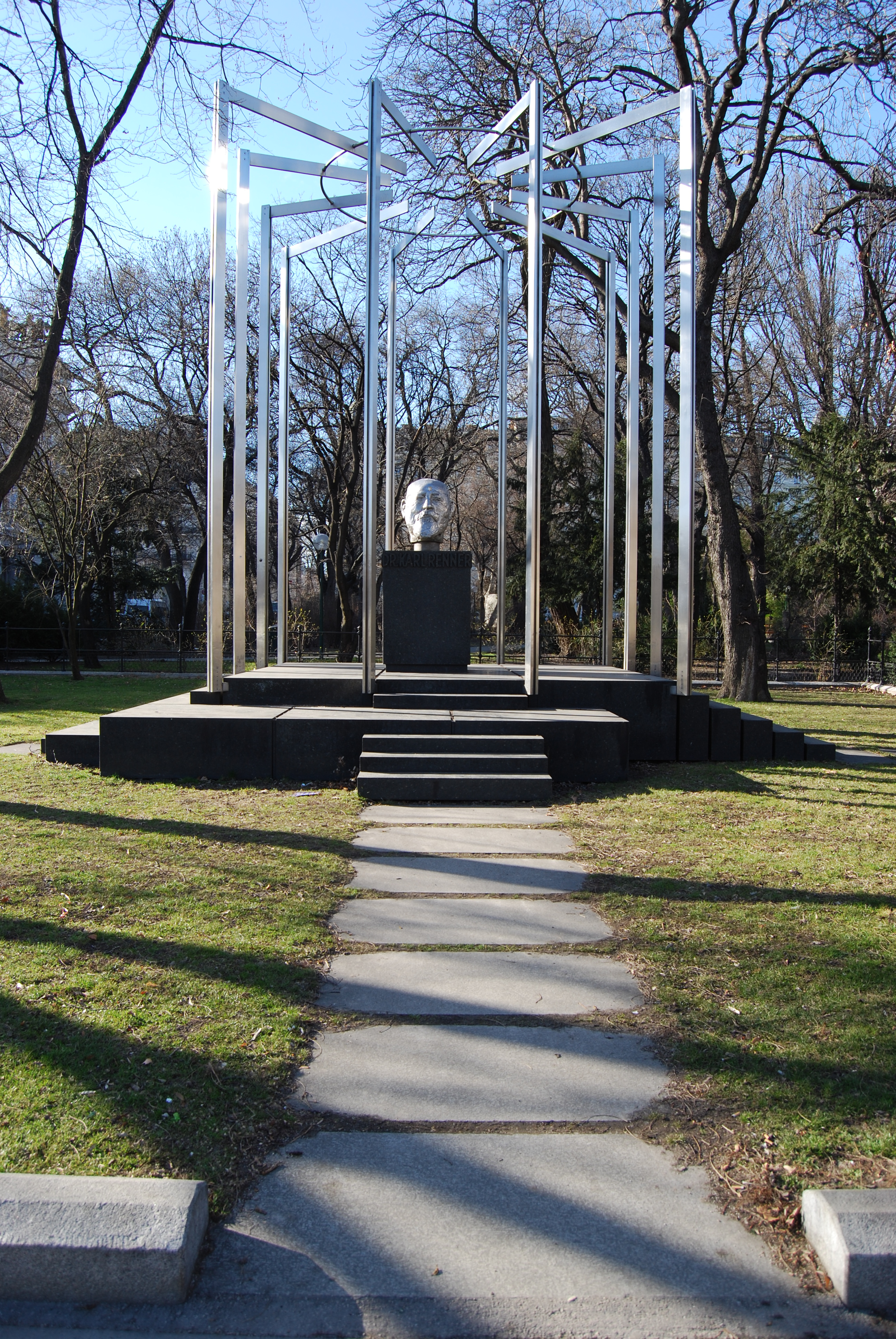
Dr. Karl Renner-Denkmal beim Rathauspark in Wien

Ab dem Jahr 1953 gestaltete Heinrich Deutsch als freischaffender Bildhauer mehrere Porträts wie beispielsweise von Albert Einstein, Hedwig Bleibtreu, Albin Skoda und weitere Skulpturen aus Bronze sowie Mosaiken und Brunnenanlagen aus Keramik und Naturstein. Im Jahre 1959 war er Mitbegründer des Bildhauersymposions St. Margarethen und erhielt im Jahre 1964 den 1. Preis im Wettbewerb um das Staatsgründungsdenkmal, das im Schweizergarten in Wien aufgestellt ist.
Seine Arbeiten zeichnen sich dadurch aus, dass er bei seinen Skulpturen und Porträts nach Harmonie und Vollkommenheit strebt.

## Ehrungen
Im Jahre 1981 wurde Heinrich Deutsch für seine Leistungen mit dem Österreichischen Ehrenkreuz für Wissenschaft und Kunst geehrt.